# Акаев, Айдар Аскарович
Айдар Аска́рович Ака́ев (20 февраля 1976, Ленинград — 5 февраля 2020, Москва) — экс-советник министра финансов Кыргызстана, экс-депутат Жогорку Кенеша Кыргызской Республики.
Ему принадлежал, судя по документу, крупнейший в стране GSM-оператор Бител.
Старший сын первого президента Кыргызстана Аскара Акаева.

## Биография
Родился 20 февраля 1976 года в Ленинграде. По национальности кыргыз.
Окончил математический класс средней школы в Бишкеке.
В 1998 году окончил Мэрилендский университет в США по специальности «менеджмент и бизнес», специализация — «экономика развивающихся стран и отношения этих стран с международными финансовыми институтами».
С 1999 года — директор представительства ОАО «Казкоммерцбанк» в Бишкеке. Также работал в крупнейшем банке Казахстана — АО «Казкоммерцбанк» в Алма-Ате.
С февраля 2001 года (с конца 2000 года) — советник министра финансов Кыргызстана (занимался реструктуризацией национального долга Парижскому клубу).
С 23 декабря 2004 по 30 марта 2005 года — президент Национального олимпийского комитета КР и президент Федерации бокса республики Кыргызстан.
18 января 2005 года подал заявление об участии в февральских парламентских выборах, был избран в парламент (кенеш) («За» — 19 430 голосов или 79,65 %), однако после смены власти в стране результаты выборов по тому округу, где баллотировался сын уже экс-президента, были аннулированы.
Был владельцем крупного пакета акций «Рентон-групп».
В марте 2005 года (после смены власти в Кыргызстане) — был лишён всех государственных постов, депутатских полномочий, а Генпрокуратура республики завела на него уголовные дела по фактам расхищения государственных средств, финансовых махинаций и присвоения чужого имущества под угрозой применения силы.
В ноябре 2005 года выяснилось, что Акаев был совладельцем аэропорта «Манас», где располагается база ВВС США, он был заподозрен в причастности в присвоении десятков миллионов долларов государственных средств, вырученных от продажи топлива американцам. По данным доклада ФБР, военно-воздушная база США «Манас», принадлежащая Акаеву, была связана сделками с торговцами оружием и другими преступными группами.
Скоропостижно скончался от остановки сердца 5 февраля 2020 года в Москве. Похоронен  на  мусульманской части  Троекуровского кладбища города Москвы.
В феврале 2021 года  открыт надгробный памятник в виде колыбели, покрытой шырдаком с кыргызским орнаментом.

## Семья
- Отец — Аскар Акаев, первый президент Кыргызстана.
- В 1998 году Айдар Акаев женился на младшей дочери президента Казахстана Нурсултана Назарбаева — 18-летней Алие Назарбаевой. Развёлся с ней в 2001 году.
- В 2002 году (в 26 лет) женился на 21-летней телеведущей канала «НБТ» Сайкал Чокубаевой. Имел сына (род. 27 сентября 2003, Бишкек) и дочь (род. 13 октября 2006, Москва)[5].
- После революции 2005 года в Кыргызстане экс-президент Аскар Акаев обосновался вместе с супругой и сыном Айдаром на Рублёвке под Москвой[2].